# Félix Dujardin
Félix Dujardin  (Tours, 5 de abril de 1801 — Rennes, 8 de abril de 1860) foi um biólogo francês nascido em Tours. É lembrado por suas pesquisas sobre protozoários e outros invertebrados.

## Biografia

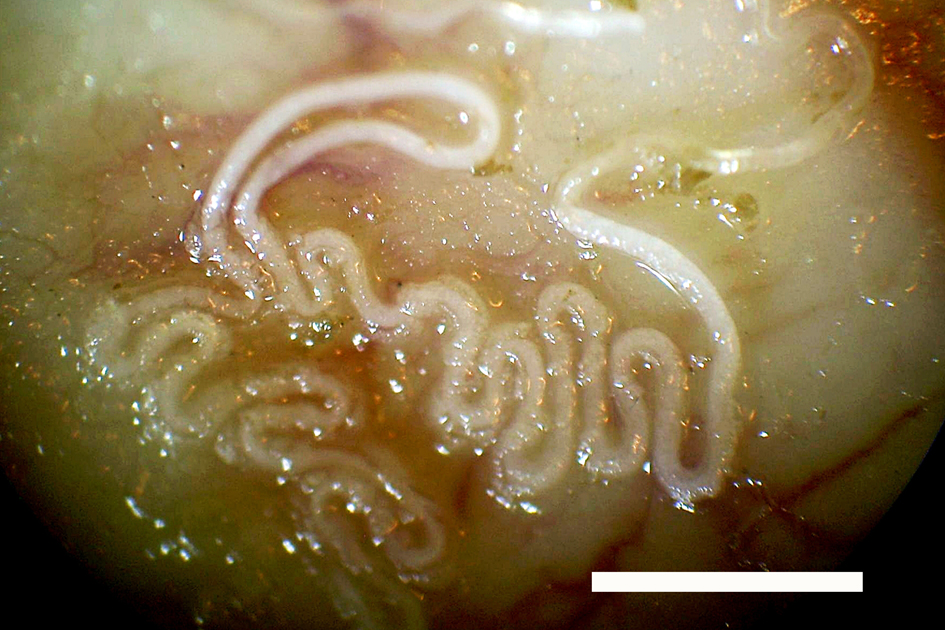
Eucoleus aerophilus (Creplin, 1839) Dujardin, 1845 (Nematoda), um dos parasitas que ele estudou

Em 1840, Dujardin foi nomeado professor de geologia e mineralogia na Universidade de Toulouse, e no ano seguinte tornou-se professor de zoologia e botânica em Rennes. Em relação à sua formação, Dujardin foi em grande parte autodidata, filho de um relojoeiro.
Dujardin trabalhou com vida animal microscópica e, em 1834, propôs que um novo grupo de organismos unicelulares fosse chamado de Rhizopoda. Ele negou a teoria do naturalista Christian Gottfried Ehrenberg, a qual sustentava que organismos microscópicos eram “organismos completos” semelhantes a animais superiores, observando especificamente que possuíam estruturas especializadas próprias de organismos unicelulares. Isso significava que o foraminífero que ele estudava não era, como seus contemporâneos supunham, um molusco. Além dos estudos sobre a vida microscópica, ele realizou pesquisas extensas sobre grupos de invertebrados, incluindo equinodermos, hexápodes, helmintos e cnidários.
Nos Foraminifera, ele observou uma substância vital aparentemente informe, que chamou de “sarcode”, mais tarde renomeada como protoplasma por Hugo von Mohl (1805–1872).
Dujardin permanece famoso por ter nomeado, identificado e descrito pela primeira vez, em 1850, os corpos pedunculados (corpora pedunculata) no cérebro de himenópteros (abelha, abelhão, vespa-do-gênero Sphex, formiga, a mosca-das-frutas Drosophila melanogaster, etc.), postulando pela primeira vez que esses locais eram o centro da inteligência — ele escreveu que as abelhas possuíam “memória de lugares e coisas”. Essa grande descoberta mostrou-se significativa, pois tais estruturas hoje são consideradas o local onde a memória e muitos outros comportamentos são formados e processados em invertebrados. Ele sugeriu que um sinal da inteligência das abelhas era sua forma de comunicar a localização das flores, setenta e sete anos antes de a teoria da “dança das abelhas” de Karl von Frisch ser publicada. Além disso, valorizou a importância da proporção entre massa cerebral e corporal, bem como o tamanho relativo das partes do cérebro em relação ao todo, em vez de comparar tamanhos absolutos — mais de um século antes de essa abordagem se tornar comum.

## Honrarias e distinções
Em 1840, Louis Michel François Doyère nomeou o tardígrado Macrobiotus dujardini em sua homenagem.

## Bibliografia

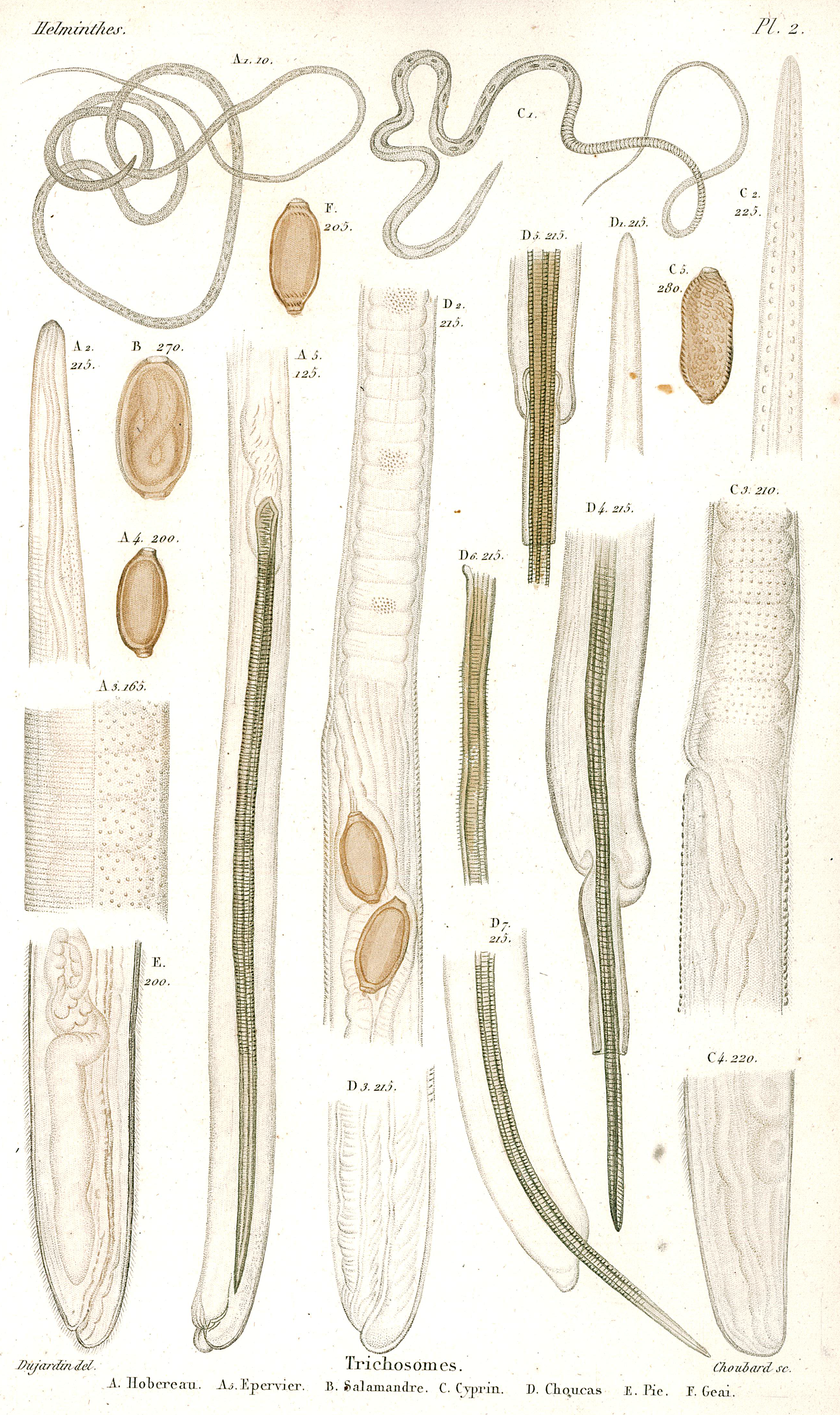
Ilustração de Histoire naturelle des helminthes ou vers intestinaux